# 陶家宅
陶家宅，地理上全村南沿宝杨路，北靠沙浦河，东面和王家浜接壤，西面是农场。村庄中间有河穿过，虽称呼上有浜东浜西的分别，但全村均以陶姓为主，同室宗亲，也有若干别姓，如陆性。 相传祖先陶筋公（尊号）为瓷器商人，以船运瓷器路过此地，未料半夜涨潮不幸翻船，遂定居在此，带带相传，传至1980年左右出生的这一代已是第21带子孙。原村庄里有陶家祠堂，抗战时不辛毁于战火。
1990年代先后在村庄西面圈地建有柴油机厂和钢琴厂。南面兴建仓库，和沙石厂。
2003年全村拆迁，2006年杨东十队撤消编制，为纪念陶家宅，印有陶家宅村史。